# Axinota pictiventris
Axinota pictiventris är en tvåvingeart som först beskrevs av Wulp 1886.  Axinota pictiventris ingår i släktet Axinota och familjen Curtonotidae. Inga underarter finns listade i Catalogue of Life.